# Conophorus hamilkar
Conophorus hamilkar är en tvåvingeart som beskrevs av Paramonov 1929. Conophorus hamilkar ingår i släktet Conophorus och familjen svävflugor. Inga underarter finns listade i Catalogue of Life.